# Кшемениця (Ланьцутський повіт)
Кшемениця (пол. Krzemienica) — село в Польщі, у гміні Чорна Ланьцутського повіту Підкарпатського воєводства.
Населення — 2798 осіб (2011).
У 1975-1998 роках село належало до Ряшівського воєводства.

## Демографія
Демографічна структура станом на 31 березня 2011 року:
|          | Загалом | Допрацездатний вік | Працездатний вік | Постпрацездатний вік |
| -------- | ------- | ------------------ | ---------------- | -------------------- |
| Чоловіки | 1362    | 293                | 913              | 156                  |
| Жінки    | 1436    | 271                | 839              | 326                  |
| Разом    | 2798    | 564                | 1752             | 482                  |